# Ectoedemia coruscella
Ectoedemia coruscella là một loài bướm đêm thuộc họ Nepticulidae. Nó được miêu tả bởi Wilkinson năm 1981. Nó được tìm thấy ở Illinois.
Sải cánh dài khoảng 7 mm.